# José Alfredo García
José Alfredo García ist ein ehemaliger mexikanischer Fußballspieler, der vorwiegend im Mittelfeld eingesetzt wurde.

## Laufbahn
José García stand in der Saison 1984/85 bei den Tecos UAG unter Vertrag und wechselte 1985 zum Stadtrivalen Deportivo Guadalajara, mit dem er in der Saison 1986/87 die mexikanische Fußballmeisterschaft gewann.
In der Saison 1987/88 spielte García für den Ligarivalen Atlético Potosino.

## Erfolge
- Mexikanischer Meister: 1987